# Liste des épisodes de Robot Chicken

Logo de la série Robot Chicken.

Cet article expose la liste des épisodes de Robot Chicken. Robot Chicken est une série télévisée américaine produite en stop motion créée et produite par Seth Green et Matthew Senreich en collaboration avec Douglas Goldstein et Tom Root. Elle a été diffusée pour la première fois sur Adult Swim aux États-Unis le 20 février 2005. Plusieurs saisons ont été produites depuis.

## Panorama des saisons
| Saison | Saison           | Épisodes        | Premier épisode   | Dernier épisode  | Première diffusion française (Saison 1 à 5 MCM, depuis la saison 6 Toonami) | Première diffusion française (Saison 1 à 5 MCM, depuis la saison 6 Toonami) |
| Saison | Saison           | Épisodes        | Premier épisode   | Dernier épisode  | Premier épisode                                                             | Dernier épisode                                                             |
| ------ | ---------------- | --------------- | ----------------- | ---------------- | --------------------------------------------------------------------------- | --------------------------------------------------------------------------- |
|        | Sweet J Presents | 12              | 4 mars 2001       | 2 décembre 2001  | -                                                                           | -                                                                           |
| 1      | 20               | 20 février 2005 | 17 juillet 2005   | 30 août 2006     | 19 décembre 2006                                                            |                                                                             |
|        | 2                | 20              | 2 avril 2006      | 19 novembre 2006 | 29 juin 2007                                                                | 11 janvier 2008                                                             |
|        | 3                | 20              | 12 août 2007      | 5 octobre 2008   | 12 janvier 2008                                                             | 5 janvier 2009                                                              |
|        | 4                | 20              | 7 décembre 2008   | 6 décembre 2009  | 5 août 2009                                                                 | 31 décembre 2009                                                            |
|        | 5                | 20              | 12 décembre 2010  | 15 janvier 2012  | 2 janvier 2011                                                              | 12 décembre 2012                                                            |
|        | 6                | 20              | 16 septembre 2012 | 17 février 2013  | 3 Août 2019                                                                 | 3 Août 2019                                                                 |
|        | 7                | 20              | 13 avril 2014     | 17 août 2014     | 3 Août 2019                                                                 | 3 Août 2019                                                                 |
|        | 8                | 20              | 25 octobre 2015   | 15 mai 2016      | 22 octobre 2019                                                             | 28 octobre 2019                                                             |
|        | 9                | 20              | 10 décembre 2017  | 22 juillet 2018  | 22 février 2020                                                             | 5 mars 2020                                                                 |
|        | 10               | 20              | 30 septembre 2019 | 26 juillet 2020  | 7 mars 2020                                                                 | 27 juillet 2020                                                             |
|        | 11               | 20              | 7 septembre 2021  | 11 avril 2022    | 8 septembre 2021                                                            | 12 avril 2022                                                               |
|        | Spéciaux         | 11              | 22 décembre 2005  | 24 mai 2021      | 2006                                                                        | 2021                                                                        |

## Épisodes

### Première saison (2005)
1. Panique à la clinique (Junk In the Trunk)
2. Casse-noisettes (Nutcracker Sweet)
3. À fond les gaz (Gold Dust Gasoline)
4. Plastoc Show (Plastic Buffet)
5. Boyz 'N the Foot (Toyz In the Hood)
6. Festival de glands (Vegetable Funfest)
7. Un peu d'action (A Piece of the Action)
8. La Fin de tout (The Deep End)
9. Karaté Bide (S&M Present)
10. Cul d'enfer et gros airbags (Badunkadunk)
11. Quand Harry rencontre Larry (Toy Meets Girl)
12. Minuit l'heure du crime (Midnight Snack)
13. Seven Schtroumpf ou Sérial Schtroumpfeur (Atta Toy)
14. Ils ont fumé la moquette ou quoi ? (Joint Point)
15. Ça barbote dans le petit bain (Kiddie Pool)
16. Cauchemar générator (Nightmare Generator)
17. Opération richesse d'esprit (Operation Rich In Spirit)
18. Adulte terre (Adultizzle Swizzle)
19. Ça craint ! (That Hurts Me)
20. La Cerise sur le gâteau (The Black Cherry)

### Deuxième saison (2006)
1. Et c'est reparti (Suck It)
2. La fin justifie les moyens (Federated Resources)
3. Panier de Pâques (Easter Basket)
4. High glandeurs ! (Celebrity Rocket)
5. La Folie du dragon (Dragon Nuts)
6. 1987 (1987)
7. Ils sont fous ces Chinois (Cracked China)
8. Rodiggiti (Rodiggity)
9. Fauteuil massant (Massage Chair)
10. Opération espadon (Password: Swordfish)
11. Adoption en option (Adoption's an Option)
12. Nonne en stock (The Munnery)
13. La Milice du métal (Metal Militia)
14. Croûte en pâté (Blankets in a Pig)
15. La Foire à la saucisse (Sausage Fest)
16. Saleté de poney ! (Drippy Pony)
17. Quel cirque ! (A Day At the Circus)
18. Ainsi font les petites marionnettes (Lust for Puppets)
19. Le Coup de la mule (Anne Marie's Pride)
20. Dérapage en direct (Book of Corrine)

### Troisième saison (2007-2008)
1. Loup-garou vs. Vampire / Loup-garou contre licorne (Werewolf vs. Unicorn)
2. Charlotte de bain aux fraises (Squaw Bury Shortcake)
3. Les lapins font le grand huit / Des lapins sur des Montagnes Russes (Rabbits on a Roller Coaster)
4. Matrique révolution / Appuyer sur un Héros (Tapping a Hero)
5. Sexe, politique et vidéo / Les chaussures (Shoe)
6. Baguettes sans fin / Des Gressins sans fin (Endless Breadsticks)
7. Yancy le yo-yo boy / Yancy le garçon yo-yo (Yancy The Yo-Yo Boy)
8. Plus de sang et de chocolat ! / Plus de sang, plus de Chocolat (More Blood, More Chocolate)
9. Le Silence des anneaux IV / Montagne des célébrités (Celebutard Mountain)
10. Moesha Poppins (Moesha Poppins)
11. Vol au-dessus d'un nid de cocus / Interdiction de s'amuser (Ban On The Fun)
12. Autant en emportent les vents / Perdre l'oscillation (Losin' The Wobble)
13. La Petite Maison de fous dans la prairie (SlaughterHouse On The Prar /ie)
14. Joyeux Noël et pet sur la terre ! (Robot Chicken's Half-Assed Christmas Special)
15. Touba Bouba Houba Houba (Tubba-Bubba's Now Hubba-Hubba)
16. De la balle / Huer arrogant (Boo Cocky)
17. La Vache bionique (Bionic Cow)
18. Super Zéros (Monstourage)
19. Président Evil / Président : Mauvais (President Evil)
20. Chirlaxx (Chirlaxx)

### Quatrième saison (2008-2009)
1. Au secours! / Aidez-moi! (Help Me!)
2. Non, pas les pouces! / Ils m'ont pris les pouces! (They Took my Thumbs)
3. Coincé! / Je suis piégé! (I'm Trapped)
4. Chez un fabricant de DVD / Dans une usine de DVD (In a DVD factory)
5. Je vais le dire à ma mère / Dis à ma mère que... (Tell my mom)
6. PS: tu vois, je t'aime comme ça / PS: ouis, de cette façon (PS, Yes In That Way)
7. Bisous, Maurice (Love Maurice)
8. Privé de dîner pendant deux semaines / Deux semaines sans nourriture (Two Weeks Without Food)
9. Mais pas de cette façon (But Not In That Way)
10. Je l'aime (I Love Her)
11. Nous sommes une modeste usine (We Are a Humble Factory)
12. Maurice s'est fait serrer / Maurice a été surpris (Maurice Was Caught)
13. Syndicalisons notre branche / En train de syndiquer notre travail (Unionizing Our Labor)
14. Hu Jintao l'interdit / Président Hu l'interdit (President Hu Forbids It)
15. Par contraintes de temps et de budget / En raison de contraintes de temps et de budget (Due to Constraints of Time and Budget)
16. Les Propos de Maurice / Les divagations de Maurice (The Ramblings of Maurice)
17. Désolé, ça ne peut pas s'effacer / Ne s'effacent pas, désolé (Cannot be Erased, so Sorry)
18. Merci de ne pas prévenir nos fournisseurs /  Veuillez ne pas aviser nos sous-traitants (Please do not Notify our Contractors)
19. En particulier l'animal Keith Crofford (Especially the Animal Keith Crofford!)
20. Robot Chicken édition spécial Noël foireux / Cher consommateur (Dear Consumer)

### Cinquième saison (2010-2012)
1. Robot Chicken : Spécial Noël (Robot Chicken's DP Christmas Special)
2. Il faut sauver le soldat Ryanair / Il faut sauver le soldat Gigli (Saving Private Gigli)
3. Tendres évictions (Terms of Endaredevil)
4. Les Employés modèles dans les griffes du mandarin / Les commis en folie dans les griffes du Mandarin 2 (Big Trouble in Little Clerks 2)
5. Kramer contre Showgirls / Kramer contre les filles de Las Vegas (Kramer Vs. Showgirls)
6. Dégonflés à bloc / Malcolm X : Tout equipée (Malcolm X: Fully Loaded)
7. La Ligue des officiers et gentlemen extraordinaires / La Meilleure Ligue des hommes extraordinaires (Major League of Extraordinary Gentlemen)
8. Souviens-toi l'hiver dernier / Le pacte de Schindler (Schindler's Bucket List)
9. No Country for Old Boy / Non, ce pays n'est pas pour les deux font la père! (No Country For Old Dogs)
10. Danse avec les poux / Arrête-moi si tu peux, Kangourou Jack (Catch Me If You Kangaroo Jack)
11. Master and Commander in Chief / Le Maître des bêtes : De l'autre côté du monde (Beastmaster & Commander)
12. Alerte sur la gonflette (Casablankman)
13. La Mémoire de nos pères dans la peau (The Departy Monster)
14. Mary Poppers (Some Like It Hitman)
15. Le Concert, le Voleur, sa femme et son amant (The Core, The Thief, His Wife and Her Lover)
16. Alerte sur la gonflette 2 (Casablankman 2)
17. L'Étrange Histoire de la firme / L'Étrange Histoire de la boîte (The Curious Case of the Box)
18. Le Parrain de la mariée 2 (The Godfather of the Bride II)
19. Tous des cons / Chasse aux chasseurs (Fool's Goldfinger)
20. Fight Club Paradise / Club de Combat au paradis (Fight Club Paradise)

### Sixième saison (2012-2013)
1. Exécuté par l'état (Executed by the State)
2. Écrasé par un rouleau compresseur le jour de mes 53 ans / Écrasé par un rouleau compresseur dans mon 53ème anniversaire (Crushed by a Steamroller on My 53rd Birthday)
3. Et que ça saigne / Jugulaire perforée (Punctured Jugular)
4. Empoisonné par sa famille / Empoisonné par mes proches (Poisoned by Relatives)
5. Jeté sur un train en marche depuis un hélicoptère / Récipité d'un Hélicoptère dans un train à grande vitesse (Hurtled from a Helicopter into a Speeding Train)
6. Éventré par un orphelin (Disemboweled by an Orphan)
7. Au lit, entouré d'êtes chers / Au lit entouré de mes proches (In Bed Surrounded by Loved Ones)
8. Étouffé dans des écharpes multicolores / Étouffé par foulards multicolores (Choked on Multi-Colored Scarves)
9. Ciguë et Gin Tonic / Pruche, Gin Tonic et jus (Hemlock, Gin and Juice)
10. Dommages collatéraux des guerres de gang / Dommages collatéraux dans la Guerre des gangs (Collateral Damage in Gang Turf War)
11. Évincé par une mante religieuse de deux mètres après l'amour / Éviscéré post-coïtal par une mante de 6 mètres (Eviscerated Post-Coital by a Six Foot Mantis)
12. Boucherie à Burbank / Dépecé à Burbank (Butchered in Burbank)
13. Robot Chicken Episode Spécial Noël / Spécial Noël Automatique de Robot Chicken (Robot Chicken's ATM Christmas Special)
14. Poignardé à l'aorte / Papier coupé dans l'aorte (Papercut to Aorta)
15. Anévrisme dû à la caféine / Anévrisme induit par la caféine (Caffeine-Induced Aneurysm)
16. Dévoré par les chats / Bouffé par les félins / Mangé par les chats (Eaten by Cats)
17. Braquage de bijouterie qui tourne mal / Vol de joyaux bâclé (Botched Jewel Heist)
18. Amoché par une baston de robots / Accident de combat de robot (Robot Fight Accident)
19. Étouffé par une capsule de bouteille / Étouffé avec un bouchon de bouteille (Choked on a Bottle Cap)
20. Immortel (Immortal)

### Septième saison (2014)
1. G.I. Jogurt / G.I. Yaourt (G.I. Jogurt)
2. Les saucisses de Link / Les chiens chauds de Link (Link's Sausages)
3. Les mystères de la picole / Le secret de l'alcool (Secret of the Booze)
4. La poêle à frire contre-attaque / Appareil rebelle (Rebel Appliance)
5. Légion des Super-Lardons / La légion de super-gyroscopes (Legion of Super-Gyros)
6. El Skeletorito (El Skeletorito)
7. Attention boulet ! / Image plus nette (Snarfer Image)
8. Buffet l'amour, pas la guerre / Debout, debout et buffet (Up, Up, and Buffet)
9. Bouillanthropologie (Panthropologie)
10. Mi-chat, mi-chien, mi-saucisse (Catdog on a Stick)
11. Guitar Superhéros / Super centre de guitare (Super Guitario Center)
12. Parano's Pizza / Support Noidström (Noidstrom Rack)
13. Stone Cold Steve la guimauve / Pierre froide Steve froide pierre (Stone Cold Steve Cold Stone)
14. Le Homard-zombie / Le homard mort-vivant (Walking Dead Lobster)
15. Le Victoria's Secret de la Licorne / Le secret de Victoria, la Licorne (Victoria's Secret of NIMH)
16. Robot Chicken Episode Spécial Grognasse au Citron (Bitch Pudding Special)
17. Batman Forever 21 / Batman : 21 ans pour la vie (Batman Forever 21)
18. Bilbo la hobbière / Le Hobbit : Là-bas et chez Bennigan (The Hobbit: There and Bennigan's)
19. Les Miséronald (Chipotle Miserables)
20. Robot Chicken Episode Spécial Toutes sortes de Fêtes (Oui, vous en faites pas, il y a bien Noël dans le lot, sortez-vous le balai que vous avez dans le derche, Fox News) / Robot Chicken : Spécial toutes les fêtes, mais ne vous inquiétez pas, Noël est toujours là aussi, alors retirez le bâton de votre cul, Fox News ! (The Robot Chicken Lots of Holidays but Don’t Worry Christmas is Still in There Too so Pull the Stick out of Your Ass Fox News Special)

### Huitième saison (2015)
1. Sushi aux ordures (Garbage Sushi)
2. Le hamburger aux fourmis (Ants on a Hamburger)
3. Toile érotique de Zeb et Kevin dans un jacuzzi  (Zeb and Kevin Erotic Hot Tub Canvas)
4. La Montagne du roulé au fromage (Cheese Puff Mountain)
5. Oreiller gâteau  (Cake Pillow)
6. Zéro légumes (Zero Vegetables)
7. Robot Chicken Episode Spécial (Robot Chicken Christmas Special: The X-Mas United)
8. Joel Hurwitz (Joel Hurwitz)
9. Évanoui pendant une vague de chaleur (Blackout Window Heatstroke)
10. L'épisode sans titre (The Unnamed One)
11. Odeur dans le frigo (Fridge Smell)
12. La botte de foin du cowboy (Western Hay Batch)
13. Triple hot dog au pain complet (Triple Hot Dog Sandwich on Wheat)
14. Le retour de Joel Hurwitz (Joel Hurwitz Returns)
15. Avec un peu de chance, du sel (Hopefully Salt)
16. Yahourt à emporter (Yogurt in a Bag)
17. Le secret du sandwich jeté aux toilettes (Secret of the Flushed Footlong)
18. Nourriture (Food)
19. Pas assez de femmes (Not Enough Women)
20. Le son angélique de Mike Jongleur (The Angelic Sounds of Mike Giggling)

### Neuvième saison (2017- 2018)
1. Le space cookie de Noël tout chaud (Freshly Baked: The Robot Chicken Santa Claus Pot Cookie Freakout Special: Special Edition)
2. Hé, j'ai trouvé une autre chaussette (Hey I Found Another Sock)
3. À la recherche du bonheur (Scoot to the Gute)
4. Ça sent mauvais pour le hipster à la rue (Things Look Bad for the Streepster)
5. Bandes-annonces en pagaille (Mr. Mozzarellas Hamburger Skateboard Depot)
6. Mélodie triste à la guitare (Strummy Strummy Sad Sad)
7. 3 2 1 2 333, 222, 3... 66 ? (3 2 1 2 333, 222, 3...66?)
8. L'Amérique des années 40 serait choquée (We Don't See Much of That in 1940s America)
9. Extérieur Jour, Forêt (Ext. Forest - Day)
10. Usine de pelotage de noix (Factory Where Nuts Are Handled)
11. N'oubliez jamais (Never Forget)
12. Devrais-je rendre visite aux dinosaures ? (Shall I Visit the Dinosaurs ?)
13. Parlons morpions (What Can You Tell Me About Butt Rashes?)
14. Passe-moi ce chocolat chaud (Gimme That Chocolate Milk)
15. Pourquoi c'est mouillé ? (Why Is It Wet ?)
16. Juif #1 ouvre un coffre au trésor (Jew No. 1 Opens a Treasure Chest)
17. Il ne vise même pas la cuvette (He's Not Even Aiming at the Toilet)
18. T'as la bouche qui pend du visage (Your Mouth Is Hanging off Your Face)
19. Non, attends, il a une canne ! (No Wait, He Has a Cane)
20. Salut (Hi)

### Dixième saison (2019-2020)
1. Explosion de tuyaux (Ginger Hill in: Bursting Pipes)
2. Le paradis ne répond pas, Doug (Bugs Keith in: I Can't Call Heaven, Doug)
3. Maggie prend la sauce (Fila Ogden in: Maggie's Got a Full Load)
4. Épiphanie de fruits de mer (Hermie Nursery in: Seafood Sensation)
5. Jambon détrempé  (Garfield Stockman in: A Voice Like Wet Ham)
6. Pas besoin, j'ai des coupons (Boogie Bardstown in: No Need, I Have Coupons)
7. Tir fatal (Snoopy Camino Lindo in: Quick and Dirty Squirrel Shot)
8. Les nichons de ta cops (Molly Lucero in: Your Friend's Boob)
9. Demandez à mon cheval (Spike Fraser in: Should I Happen to Back Into a Horse)
10. Mucus au miel (Musya Shakhtyorov in: Honeyboogers)
11. Le père Noël meurt (Attention spoiler) Une affaire de meurtre Spécial Noël (Robot Chicken's Santa's Dead (Spoiler Alert) Holiday Murder Thing Special)
12. Joie, chagrin, épopée et dramaturgie (Callie Greenhouse in: Fun. Sad. Epic. Tragic.)
13. Va savoir si sa mère est une Queen size (Max Caenen in: Why Would He Know If His Mother's a Size Queen)
14. Une voiture est un canapé automobile (Petless M in: Cars Are Couches of the Road)
15. Rapprochement nocturne (Buster Olive in: The Monkey Got Closer Overnight)
16. Le plastique ne chope pas le cancer (Ghandi Mulholland in: Plastic Doesn't Get Cancer)
17. Voilà comment on choppe des hémorroïdes (Gracie Purgatory in: That's How You Get Hemorrhoids)
18. À 30% de pleurer (Sundancer Craig in: 30% of the Way to Crying)
19. Je voulais voir un mort (Babe Hollytree in: I Wish One Person Had Died)
20. Apothéose (Endgame)

### Onzième saison (2021)
1. Risque de palanquée de croûtes purulentes (May Cause a Whole Lotta Scabs)
2. Risque de cannibalisme gentillet (May Cause Light Cannibalism)
3. Risque d'Immaculée Conception (May Cause Immaculate Conception)
4. Risque de voir se produire tout ce qu'on veut éviter (May Cause the Exact Thing You're Taking This to Avoid)
5. Risque de diarrhées orangées toute une année (May Cause One Year of Orange Poop)
6. Risque d'attaques aléatoires d'ours (May Cause Random Wolf Attacks)
7. Risque de rêves lucides de meurtres (May Cause Lucid Murder Dreams)
8. Risque d'anus endolori (May Cause Numb Butthole)
9. Risque d'accélération soudaine (May Cause the Need for Speed)
10. Risque de voir ton père revenir avec les cigarettes qu'il est parti acheter il y'a 10 ans (May Cause Your Dad to Come Back With That Gallon of Milk He Went Out for 10 Years Ago)
11. Risque de voir le titre tronqué en raison de la limite de car (May Cause Episode Title to Cut Off Due to Word Lim)
12. Joyeux Halloween costumé façon Un jour sans fin avec des poupées russes ! (Happy Russian Deathdog Dolloween 2 U)
13. Risque d'indécision... ou pas (May Cause Indecision...Or Not)
14. Risque de bulles indésirables (May Cause Bubbles Where You Don't Want 'Em)
15. Risque de suite bien pourrave (May Cause a Squeakquel)
16. Risque de fuites politiques non désirées (May Cause Involuntary Political Discharge)
17. Risque d'excès de jambon (May Cause an Excess of Ham)
18. Risque de diarrhée interne (May Cause Internal Diarrhea)
19. Risque de culbute de Culbuto (May Cause Weebles to Fall Down)
20. Risque de fin de la Saison 11 (May Cause Season 11 to End)

### Spéciaux (2005-2021)
1. Robot Chicken Spécial Noël (Robot Chicken's Christmas Special )
2. Robot Chicken Star Wars, épisode I : La menace Chicken (Robot Chicken Star Wars)
3. Robot Chicken Star Wars, épisode II : Le retour de la contre-attaque de l'empire fantôme  (Robot Chicken Star Wars Episode II)
4. titre français inconnu (Robot Chicken: Star Wars Episode 2.5)
5. Robot Chicken Star Wars, épisode III (Robot Chicken Star Wars III)
6. Robot Chicken Spécial DC Comics (Robot Chicken DC Comics Special)
7. titre français inconnu (Born Again Virgin Christmas Special)
8. Robot Chicken Spécial DC Comics II (DC Comics Special II: Villains in Paradise)
9. Robot Chicken Spécial DC Comics III (Robot Chicken DC Comics Special 3: Magical Friendship)
10. Robot Chicken Spécial Walking Dead : Le Musée des Rôdeurs (Robot Chicken Walking Dead Special: Look Who's Walking)
11. Les Aventures d'Archie version non bipée (The Bleepin' Robot Chicken Archie Comics Special)